# Cyrenia
Genre
Cyrenia est un genre d'insectes lépidoptères de la famille des Riodinidae et de la sous-famille des Riodininae dont Cyrenia martia est le seul représentant.

## Dénomination
Le genre a été nommé par John Obadiah Westwood en 1851.

## Espèce
- Cyrenia martia Westwood, 1851; présent à Panama, au Costa Rica, en Colombie, en Bolivie et au Brésil.

### Source
- Cyrenia sur funet